# Idroscalo di Enna
L'idroscalo di Enna fu un impianto per l'ammaraggio e il decollo di idrovolanti e aerei anfibi situato presso il lago Nicoletti, tra Enna (da cui dista 13 km) e Leonforte. Dista 6 km dallo svincolo di Mulinello e 10 km dallo svincolo di Enna dell'Autostrada A19. Si trattava dell'unica struttura per il trasporto aereo a uso civile esistente in provincia di Enna e, più in generale, nella Sicilia centrale.
Il 10 agosto 2007 il programma venne presentato dai suoi ideatori, il presidente della provincia Cataldo Salerno e il deputato nazionale Vladimiro Crisafulli nel corso del primo ammaraggio e decollo dell'idrovolante Cessna 208 Caravan in configurazione anfibia, operazione necessaria alla verifica operativa per l'istituzione dell'idroscalo siciliano. Tra il 2007 e il 2008 la struttura di Enna ebbe alcuni collegamenti con l'idroscalo di Siracusa. Il progetto prevedeva anche collegamenti con le isole Eolie e con l'Aeroporto di Palermo-Boccadifalco ma il fallimento della compagnia Aqua Airlines che effettuò la prima serie di voli da e per l'idroscalo ennese bloccò ogni prevista realizzazione di ulteriori infrastrutture.
Fu chiuso a causa dell'incidente di un idrovolante con un aereo di linea.